# راسيل كاربنتر
راسيل كاربنتر (بالإنجليزية: Russell Carpenter)‏ (مواليد 9 ديسمبر 1950) هو مصور سينمائي، ومصور أمريكي.

## وصلات خارجية
- راسيل كاربنتر على موقع IMDb (الإنجليزية)
- راسيل كاربنتر على موقع ألو سيني (الفرنسية)
- راسيل كاربنتر على موقع أول موفي (الإنجليزية)
- راسيل كاربنتر على موقع بوكس أوفيس موجو (الإنجليزية)
- راسيل كاربنتر على موقع قاعدة بيانات الأفلام السويدية (السويدية)
- راسيل كاربنتر على موقع قاعدة بيانات الفيلم (الإنجليزية)
- راسيل كاربنتر على موقع كينوبويسك (الروسية)